# Maroncourt
Maroncourt é uma comuna francesa na região administrativa do Grande Leste, no departamento de Vosges. Estende-se por uma área de 2.24 km². Em 2010 a comuna tinha 7 habitantes (densidade: 3,1 hab./km²).